# Свети Никола (Загорани)
„Свети Никола“ (на македонска литературна норма: „Свети Никола“) е православна възрожденска църква в прилепското село Загорани, Северна Македония. Църквата е под управлението на Преспанско-Пелагонийската епархия на Македонската православна църква.
Църквата е гробищен храм, разположен североизточно от селото. Изградена е в 1882 година и изписана в 1890 година при свещениците Димитър и Неделко Матевич. В интериора има запазени оригинални стенописи, дело на и красив възрожденски иконостас. Стенописите са дело на дебърския майстор Евтим Спасов от Гари. Зографският надпис гласи:
| „ | СВѦЩЕНИК ПАПА ДИМІТРИА ПАПА НЕДЕЛКО МАТЕВИЧЪ ИЗРУКИ ЕВТИМЪ СПАСЕВИЧЪ ОДЕБОРСКО ОКРУЖЇЕ СЕЛО ГАРИ: НА: 1890: МЕСЕЦ ИЮНІ ЕПИТРОПЪ БЕШЕ ТАСЕ НАУМЧЕВЪ ЗВЕЗДАКЪ | “ |

- Св. св. Константин и Елена
- Ктиторският надпис

В църквата има запазени подписани дела и на Георги Донев и Димитър Донев, както и на Аврам Дичов.